# Argyripnus
Los peces-hacha del género Argyripnus son peces marinos de la familia sternoptíquidos, distribuidos por las aguas profundas abisales del océano Atlántico y del océano Pacífico.

## Especies
Existen seis especies válidas en este género:
- Argyripnus atlanticus (Maul, 1952)
- Argyripnus brocki (Struhsaker, 1973)
- Argyripnus electronus (Parin, 1992)
- Argyripnus ephippiatus (Gilbert y Cramer, 1897)
- Argyripnus iridescens (McCulloch, 1926) - Pez lateral-perlado
- Argyripnus pharos (Harold y Lancaster, 2003)